# Sault-Saint-Remy
Pour les articles homonymes, voir Sault.
Sault-Saint-Remy est une commune française, située dans le département des Ardennes en région Grand Est.
Ses habitants sont appelés les Selsaumiens et les Selsaumiennes.

## Géographie
|             | Asfeld                 |       |
| Houdilcourt | Sault-Saint-Remy       | Roizy |
|             | Boult-sur-Suippe Marne |       |

### Hydrographie
La commune est dans la région hydrographique « la Seine du confluent de l'Oise (inclus) à l'embouchure » au sein du bassin Seine-Normandie. Elle est drainée par la Retourne et un bras des Hamelles,.
La Retourne, d'une longueur de 45 km, prend sa source dans la commune de Leffincourt et se jette  dans l'Aisne à Neufchâtel-sur-Aisne, après avoir traversé 18 communes. 

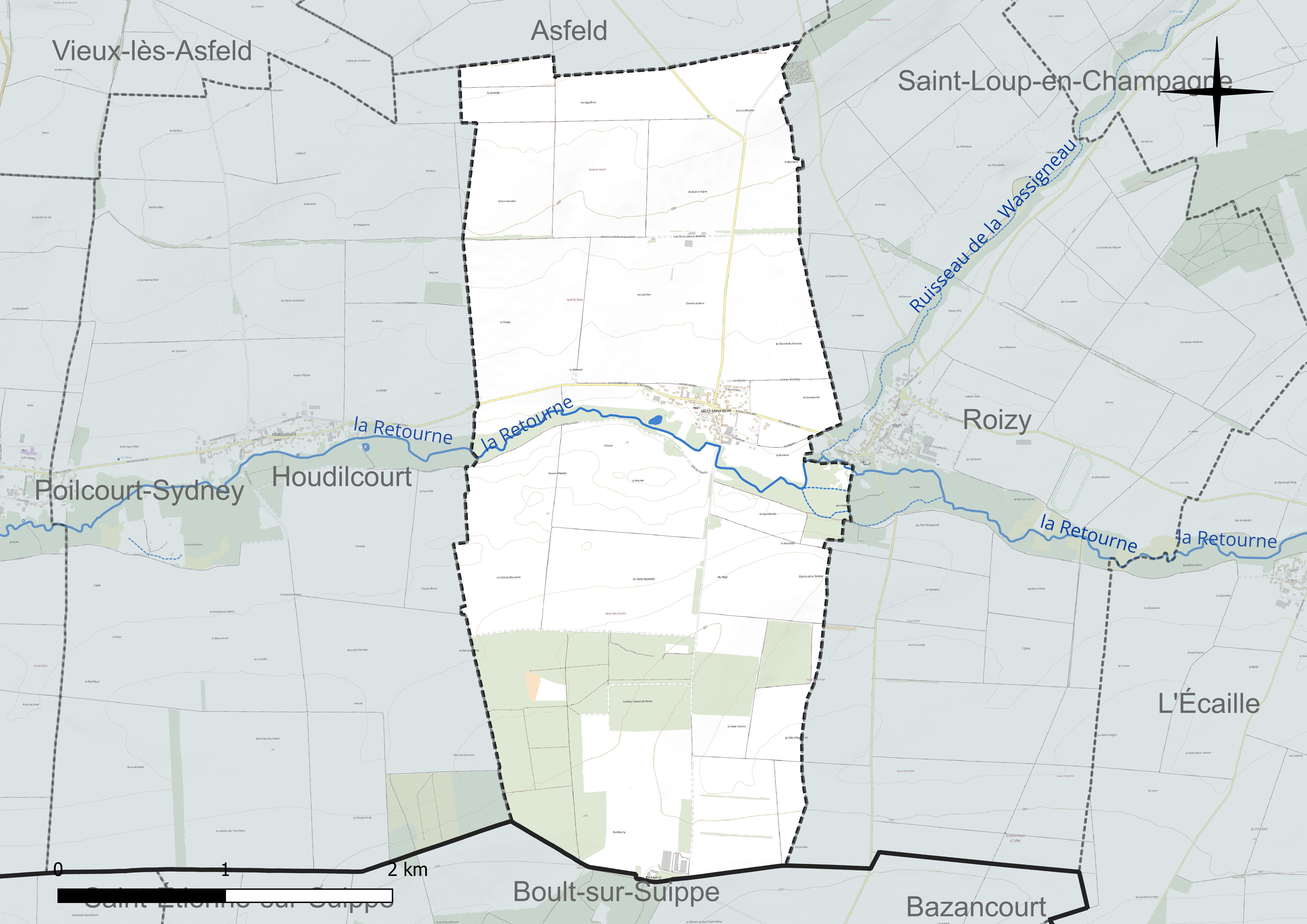
Réseau hydrographique de Sault-Saint-Remy.

### Climat
Pour des articles plus généraux, voir Climat du Grand Est et Climat des Ardennes.
En 2010, le climat de la commune est de type climat océanique dégradé des plaines du Centre et du Nord, selon une étude du Centre national de la recherche scientifique s'appuyant sur une série de données couvrant la période 1971-2000. En 2020, Météo-France publie une typologie des climats de la France métropolitaine dans laquelle la commune est exposée à un climat océanique altéré et est dans la région climatique  Nord-est du bassin Parisien, caractérisée par un ensoleillement médiocre, une pluviométrie moyenne régulièrement répartie au cours de l’année et un hiver froid (3 °C). 
Pour la période 1971-2000, la température annuelle moyenne est de 10,3 °C, avec une amplitude thermique annuelle de 15,3 °C. Le cumul annuel moyen de précipitations est de 678 mm, avec 11,2 jours de précipitations en janvier et 8,7 jours en juillet. Pour la période 1991-2020, la température moyenne annuelle observée sur la station météorologique de Météo-France la plus proche, « Banogne-Recouvrance », sur la commune de Banogne-Recouvrance à 16 km à vol d'oiseau, est de 11,1 °C et le cumul annuel moyen de précipitations est de 773,4 mm. 
La température maximale relevée sur cette station est de 40,8 °C, atteinte le 25 juillet 2019 ; la température minimale est de −14 °C, atteinte le 10 janvier 2003,,. 
Les paramètres climatiques de la commune ont été estimés pour le milieu du siècle (2041-2070) selon différents scénarios d'émission de gaz à effet de serre à partir des nouvelles projections climatiques de référence DRIAS-2020. Ils sont consultables sur un site dédié publié par Météo-France en novembre 2022.

## Urbanisme

### Typologie
Au 1er janvier 2024, Sault-Saint-Remy est catégorisée commune rurale à habitat dispersé, selon la nouvelle grille communale de densité à 7 niveaux définie par l'Insee en 2022.
Elle est située hors unité urbaine. Par ailleurs la commune fait partie de l'aire d'attraction de Reims, dont elle est une commune de la couronne,. Cette aire, qui regroupe 294 communes, est catégorisée dans les aires de 200 000 à moins de 700 000 habitants,.

### Occupation des sols
L'occupation des sols de la commune, telle qu'elle ressort de la base de données européenne d’occupation biophysique des sols Corine Land Cover (CLC), est marquée par l'importance des territoires agricoles (83,1 % en 2018), une proportion sensiblement équivalente à celle de 1990 (82,6 %). La répartition détaillée en 2018 est la suivante : 
terres arables (79,4 %), forêts (16,9 %), zones agricoles hétérogènes (3,7 %). L'évolution de l’occupation des sols de la commune et de ses infrastructures peut être observée sur les différentes représentations cartographiques du territoire : la carte de Cassini (XVIIIe siècle), la carte d'état-major (1820-1866) et les cartes ou photos aériennes de l'IGN pour la période actuelle (1950 à aujourd'hui).

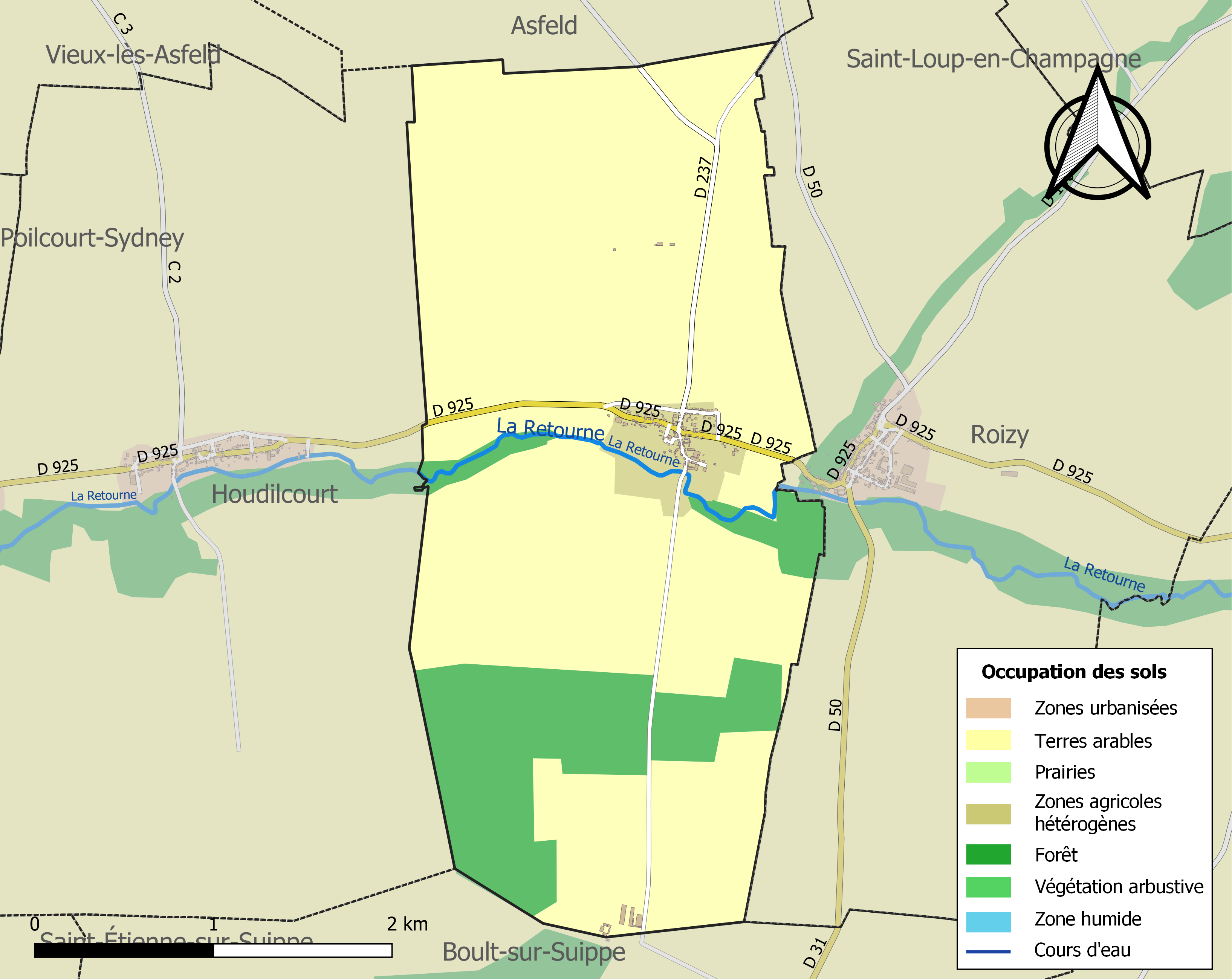
Carte des infrastructures et de l'occupation des sols de la commune en 2018 (CLC).

## Toponymie
La localité apparaît pour la première fois dans les textes au XIIe siècle (villa Celtus), puis deviendrait en 1237 Salix sancti Remigii. Ernest Nègre identifie Sault-Saint- Remy avec la villa Celtus du testament de Remi de Reims, dans lequel l'évêque, s'adresse à sa «  sainte église » et son nom dériverait d’un nom de personne gaulois.

Les attestations anciennes du nom de Sault-Saint-Remy montrent d'une part qu'il est imputable au latin salix, l'altération peut s'expliquer par un phénomène d'haplologie, la dernière consonne de Saulces étant identique à la première de Saint.

Issu d'un indo-européen sal, de salico en celte, sălix en latin, d’où est venu l’ancien français saulz, et salha en francique. Il est malaisé de déterminer lequel de ces mots est précisément à l’origine du toponyme, même si le francique semble avoir supplanté les deux autres.
Saint-Remy est un hagiotoponyme qui fait référence à Remi de Reims. On ne s’étonnera pas de trouver, parmi les attestations les plus anciennes, le nom de saint Remi dans Sault-Saint-Remy et Viel-Saint-Remy : cela tient non pas aux souvenirs laissés par le thaumaturge, mais aux biens que possédait dans ces localités l’abbaye de
Saint-Remi de Reims. Jean-Pierre Devroey rappelle que ces deux villae figurent parmi les quatre plus importantes possessions de l’abbaye.

## Histoire
La première mention de Salix sancti Remigii se trouve dans le polyptyque de l'abbaye Saint-Remi de Reims,. La paroisse relève du doyenné de Lavannes et possède un secours à Roizy alors que le seigneur de la terre était l'abbé de Saint-Remi. Un dénommé Jean de Joibers de Loz escuiers... la moictié dou four de la ville de Sauce Saint Remy.... Des seigneurs laïcs sont régulièrement cités dans les archives de l'abbaye mais une famille importante de la Champagne en est le seigneur, Henry de Coucy, escuyer et seigneur de Poilcourt, vicomte de Sault-Saint-Remi et son épouse Dame Barbe d'Aguerre prêtent hommage pour La Loge en ce village en 1683. Depuis cette date les familles Frizon, Beaufort ou encore Varlet ont porté ce titre de courtoisie.

## Politique et administration
| Période    | Période                   | Identité                                       | Étiquette | Qualité              |
| ---------- | ------------------------- | ---------------------------------------------- | --------- | -------------------- |
| avant 1876 | après 1877                | Gatinois                                       |           |                      |
| mars 2001  | 2014                      | Mireille Gatinois                              | UMP       | Conseillère générale |
| 2014       | En cours (au 25 mai 2020) | Fabien Gatinois Réélu pour le mandat 2020-2026 |           |                      |

## Démographie
L'évolution du nombre d'habitants est connue à travers les recensements de la population effectués dans la commune depuis 1793. Pour les communes de moins de 10 000 habitants, une enquête de recensement portant sur toute la population est réalisée tous les cinq ans, les populations de référence des années intermédiaires étant quant à elles estimées par interpolation ou extrapolation. Pour la commune, le premier recensement exhaustif entrant dans le cadre du nouveau dispositif a été réalisé en 2006.

En 2022, la commune comptait 208 habitants, en évolution de +2,97 % par rapport à 2016 (Ardennes : −2,97 %, France hors Mayotte : +2,11 %).
| 1793 | 1800 | 1806 | 1821 | 1831 | 1836 | 1841 | 1846 | 1851 |
| ---- | ---- | ---- | ---- | ---- | ---- | ---- | ---- | ---- |
| 242  | 274  | 271  | 293  | 364  | 356  | 371  | 381  | 409  |

| 1866 | 1872 | 1876 | 1881 | 1886 | 1891 | 1896 | 1901 | 1906 |
| ---- | ---- | ---- | ---- | ---- | ---- | ---- | ---- | ---- |
| 347  | 322  | 326  | 269  | 241  | 182  | 169  | 155  | 136  |

| 1911 | 1921 | 1926 | 1931 | 1936 | 1946 | 1954 | 1962 | 1968 |
| ---- | ---- | ---- | ---- | ---- | ---- | ---- | ---- | ---- |
| 143  | 103  | 121  | 142  | 105  | 100  | 106  | 106  | 101  |

| 1975 | 1982 | 1990 | 1999 | 2006 | 2011 | 2016 | 2021 | 2022 |
| ---- | ---- | ---- | ---- | ---- | ---- | ---- | ---- | ---- |
| 92   | 114  | 176  | 161  | 159  | 177  | 202  | 211  | 208  |

## Lieux et monuments

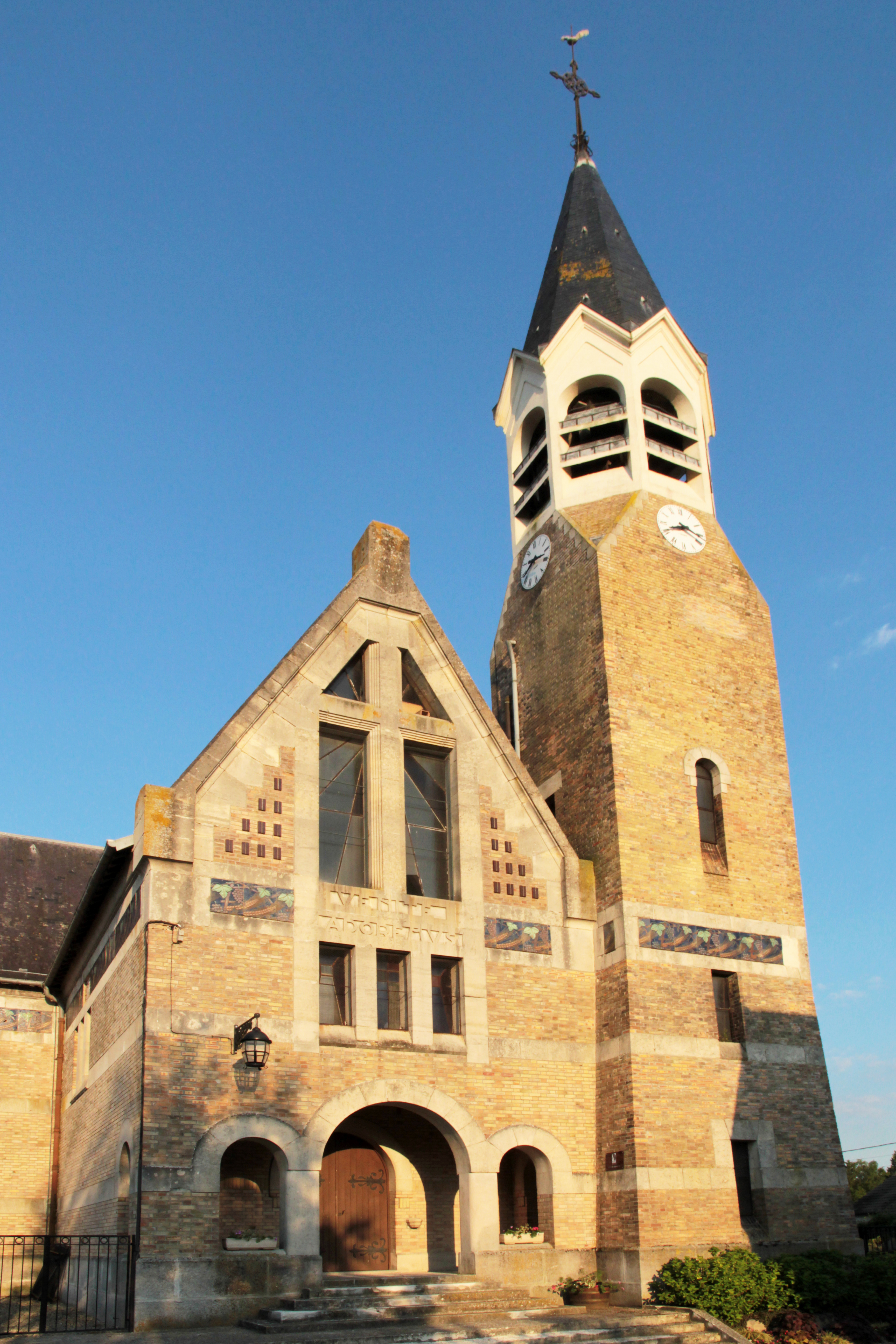
Église Saint-Rémy.

- Église Saint-Rémy, reconstruite en 1924-1931, après la destruction de l'église romane du XIIe siècle par les Allemands en octobre 1918. Elle est typique du style Art déco. Architectes : les Rémois Paul Chevallier et Jean-Baptiste Lusso, entrepreneur : Terrade. Le bâtiment associé béton, briques et pierres blanches d'Euville, frise décorative en grès flammé de Gentil et Bourdet, autel-tombeau en marbre blanc du monumentiste rémois Brunant, peintures marouflées de Cadet Jorgues (1931) reproduisant des tapisseries de 1531 pour la basilique Saint-Rémy, dallage et vitraux géométriques Art déco. Des sculptures de l'ancienne église sont exposées (vierge du XVIe siècle, saint Rémy en bois du XVIIe siècle).